# Julián Zugazagoitia Mendieta
Julián Zugazagoitia Mendieta (Bilbao, 5 de febrer de 1899 - Madrid, 9 de novembre de 1940) va ser un polític, periodista i escriptor socialista espanyol d'origen basc. Conegut com a Zuga en els ambients polítics. Fill d'un obrer metal·lúrgic, Fermín, —Fermín Mendieta va ser un pseudònim de Julián en diversos dels seus articles—, va ser membre de l'agrupació socialista de Bilbao i regidor d'aquesta ciutat.

## Biografia
Julián es va afiliar a les Joventuts Socialistes de l'agrupació bilbaïna poc després de crear-se, i de la qual fou president el 1920. Des d'aquest lloc es va enfrontar i es va oposar al procés d'escissió que donaria lloc a la creació del Partit Comunista d'Espanya. Va estar molt influenciat per Tomás Meabe, el mateix Pablo Iglesias i Indalecio Prieto. Militant del Partit Socialista Obrer Espanyol, el seu acostament a les posicions considerades més tèbies dintre de les organitzacions socialistes es devia al fet que, més que no pas per una formació doctrinal, la seva elecció era molt marcada per l'humanisme.
Durant la dictadura de Miguel Primo de Rivera va ser condemnat a bandejament a Santoña, on va iniciar la seva carrera literària. Va emular al seu pare i va ser escollit Regidor per l'Ajuntament de Bilbao a les eleccions municipals que van donar fi a la monarquia d'Alfons XIII. Després va obtenir l'acta de diputat al Congrés en les eleccions generals espanyoles de 1931 per la província de Badajoz i a les últimes de la Segona República per la província de Biscaia el 1936. Va escriure en diverses publicacions de l'època: La lucha de classes i El Liberal a Bilbao; La Vanguardia i El diluvio a Barcelona i va ser director d'El Socialista entre 1932 i 1937, òrgan d'expressió del PSOE.
Durant la Guerra civil va ser Ministre de la Governació entre 1937 i 1938 amb Juan Negrín amb qui compartia la idea que no s'havia de rendir el govern legítim de la república als revoltats, encara que va ser contrari a la participació del Partit Comunista en el govern i, en aquest sentit, pròxim a les tesis d'Indalecio Prieto. Durant el conflicte va contribuir al tracte humà dels presoners de guerra i se li atribueix haver permès abandonar la zona republicana per a salvar la vida a l'escriptor Wenceslao Fernández Flórez. Va fugir al final de la guerra per Catalunya fins a França, però va ser detingut a París el 27 de juliol de 1940 per la Gestapo durant l'ocupació nazi de França i lliurat a les autoritats franquistes al costat de Lluís Companys. El van afusellar a Madrid, a les tàpies del cementiri de la zona est després d'un judici sumaríssim.